# 平井啓久
平井 啓久（ひらい ひろひさ）は、日本の生物学者。京都大学名誉教授。元京都大学霊長類研究所所長。

## 人物・経歴
岡山県出身。1976年高知大学教育学部小学校教育養成課程卒業。1979年九州大学大学院農学研究科修了、農学修士。同年から熊本大学医学部助手を務め寄生虫病学を専攻し、医学博士の学位を取得。1992年京都大学霊長類研究所助手。2000年京都大学霊長類研究所助教授。2005年京都大学霊長類研究所教授。京都大学霊長類研究所人類進化モデル研究センター長、京都大学霊長類研究所副所長を経て、2012年京都大学霊長類研究所所長。2018年退官、京都大学名誉教授。